# Ixodina freyi
Ixodina freyi là một loài bọ cánh cứng trong họ Bọ hung (Scarabaeidae).